# Лайтел-Крік (Каліфорнія)
Лайтел-Крік (англ. Lytle Creek) — переписна місцевість (CDP) в США, в окрузі Сан-Бернардіно штату Каліфорнія. Населення — 725 осіб (2020).

## Географія
Лайтел-Крік розташований за координатами 34°15′0″ пн. ш. 117°30′16″ зх. д. / 34.25000° пн. ш. 117.50444° зх. д. (34.249926, -117.504431).  За даними Бюро перепису населення США в 2010 році переписна місцевість мала площу 15,59 км², уся площа — суходіл.

## Демографія
Згідно з переписом 2010 року, у переписній місцевості мешкала 701 особа в 336 домогосподарствах у складі 194 родин. Густота населення становила 45 осіб/км².  Було 448 помешкань (29/км²).
Расовий склад населення:
| - 86,4 % — білих - 3,3 % — азіатів - 1,0 % — корінних американців - 0,9 % — чорних або афроамериканців - 3,6 % — осіб інших рас |

До двох чи більше рас належало 4,9 %. Частка іспаномовних становила 14,0 % від усіх жителів.
За віковим діапазоном населення розподілялося таким чином: 14,6 % — особи молодші 18 років, 65,6 % — особи у віці 18—64 років, 19,8 % — особи у віці 65 років та старші. Медіана віку мешканця становила 52,0 року. На 100 осіб жіночої статі у переписній місцевості припадало 106,2 чоловіків;  на 100 жінок у віці від 18 років та старших — 101,7 чоловіків також старших 18 років.
Середній дохід на одне домашнє господарство  становив 62 787 доларів США (медіана — 48 646), а середній дохід на одну сім'ю — 73 319 доларів (медіана — 80 781). За межею бідності перебувало 6,4 % осіб, у тому числі 11,6 % дітей у віці до 18 років та 3,1 % осіб у віці 65 років та старших.
Цивільне працевлаштоване населення становило 493 особи. Основні галузі зайнятості: освіта, охорона здоров'я та соціальна допомога — 25,2 %, виробництво — 12,8 %, будівництво — 12,6 %.